# Erik Larsson (dragkampare)
För andra betydelser, se Erik Larsson.
Erik Victor Larsson, född 14 maj 1888 i Axbergs församling, död 23 augusti 1934 i Stockholm, var en svensk dragkampare.
Han var med i det svenska laget från Stockholmspolisens IF som vid de Olympiska spelen i Stockholm 1912 vann guldmedalj i dragkamp. De andra var Herbert Lindström, Erik Algot Fredriksson, Carl Jonsson, Johan Edman, August Gustafsson, Arvid Andersson och Adolf Bergman.